# Chimantaea
Chimantaea je rod glavočika iz potporodice Wunderlichioideae. Postoji devet priznatih vrsta, endemi s venezuelskih tepuia.
Rod je opisan u Memoirs of The New York Botanical Garden 9: 428. 1957.

## Vrste
1. Chimantaea acopanensis J.A. Steyerm.
2. Chimantaea cinerea (Gleason & S.F. Blake) Maguire, Steyerm. & Wurdack
3. Chimantaea eriocephala Maguire, Steyerm. & Wurdack
4. Chimantaea espeletoidea Maguire, Steyerm. & Wurdack
5. Chimantaea huberi J.A. Steyerm.
6. Chimantaea humilis Maguire, Steyerm. & Wurdack
7. Chimantaea lanocaulis Maguire, Steyerm. & Wurdack
8. Chimantaea mirabilis Maguire, Steyerm. & Wurdack
9. Chimantaea rupicola Maguire, Steyerm. & Wurdack